# JIKORD
JIKORD s.r.o. je společnost, která byla založena 18. ledna 2010  za účelem zajištění dopravní obslužnosti Jihočeského kraje při důsledném dodržování hlavních koordinačních zásad. Právní aplikace těchto zásad vede k vytvoření jednotné dopravní soustavy kraje, při optimálním vynaložení rozpočtových finančních prostředků kraje a státu. V současné době[kdy?] je jejím hlavním úkolem příprava jednotného integrovaného dopravního systému (IDS) v Jihočeském kraji.  
Jikord sídlí na adrese Okružní 517/10 v Českých Budějovicích, v areálu VŠTE.

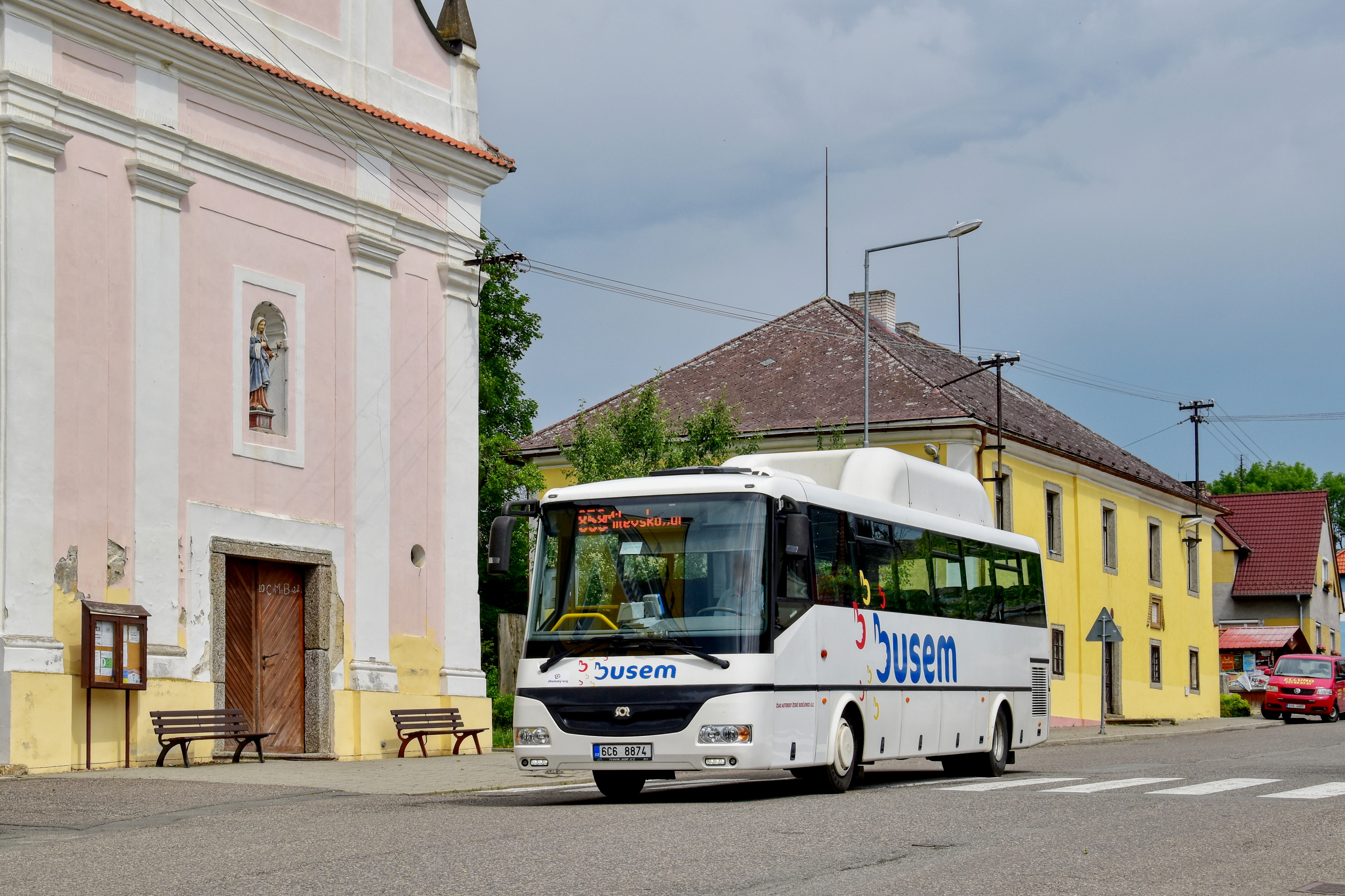
Linky objednávané Jihočeským krajem nesou třímístné označení. Spoj linky 858 v trase Nadějkov > Milevsko.

## Integrovaný dopravní systém Jihočeského kraje
Posouzení možnosti zavedení IDS v rámci přípravy funkčního modelu koordinace veřejné hromadné osobní dopravy v kraji je jedním z úkolů společnosti. Vedení Jihočeského kraje v té době[kdy?] připravilo projekt, podle něž by jízdenky vydával přímo kraj, a získalo příslib na dotaci z evropských fondů na vybudování pracoviště krajského IDS za 40 milionů korun, ale nové vedení kraje od projektu z důvodu ekonomické recese upustilo.

### Pilotní projekt IDS MHD Jindřichův Hradec
Jindřichův Hradec odstartoval v lednu 2014 pilotní projekt Integrovaného dopravního systému (IDS) za podpory Jihočeského kraje. Ten rozšířil městskou hromadnou dopravu na území Jindřichova Hradce o jeho místní části - Buk, Děbolín, Dolní Radouň, Dolní Skrýchov, Horní Žďár, Matná, Políkno a Radouňka. Do IDS jsou zařazeny spoje MHD a regionální linky dopravce ČSAD Jindřichův Hradec. Úloha společnosti JIKORD spočívala v zavedení IDS v Jindřichově Hradci a týkala se například rozsahu časových jízdenek, cen, nasazení čipových karet, úpravy softwaru, jízdních řádů a rozúčtování nákladů..

### IDS Jihočeského kraje
IDS Jihočeského kraje se rozkládá cca do 20 km od Českých Budějovic, na jednu jízdenku se dostanete na Křemežsko, do Zlaté Koruny, na Borovansko, ve směru na severovýchod do Ševětína, ve směru na severozápad například do Zlivi či Holašovic. Integrace spočívá v uznávání papírových předplatních jízdních dokladů na 7, 30 nebo 90 dní.
Území IDS JK je rozděleno na tarifní zóny, přičemž každá zóna zahrnuje jednu anebo více obcí. Oblast města České Budějovice spolu s okolními obcemi, kam zajíždí MHD České Budějovice, se skládá ze zón 100+101, přičemž zóna 101 je pouze pro linkové autobusy a vlaky, zatímco zóna 100 je pro MHD. 
3. března 2023 byl Jihočeským krajem vyhlášen tendr na návrh provozní integrace veřejné dopravy na území Jihočeského kraje jako základu pro vznik IDS. Spuštění IDS v rámci celého Jihočeského kraje bylo plánováno na druhou polovinu roku 2024.
Dopravci v IDS JK:
- ARRIVA vlaky s.r.o.
- BusLine jižní Čechy s.r.o.
- České dráhy, a. s.

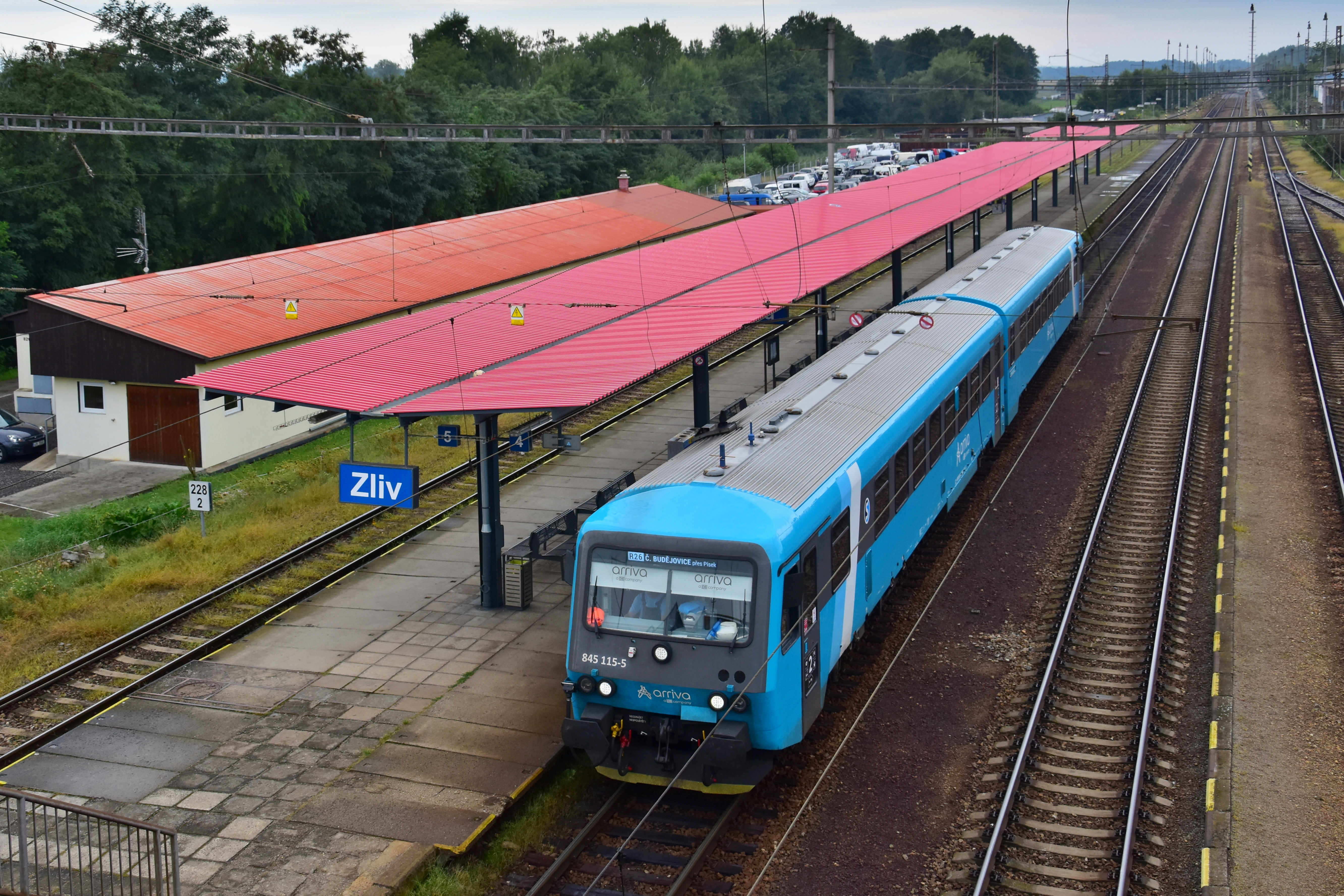
Právě do Zlivi je možné z krajského města použít jízdní doklady IDS.

- ČSAD AUTOBUSY České Budějovice a.s. (obchodní značka Busem)
- Dopravní podnik města České Budějovice, a.s.
- GW BUS a.s.
- GW Train Regio a.s.

Do IDS Jihočeského kraje jsou zahrnuty všechny linky MHD České Budějovice, 75 autobusových linek nebo jejich částí a vybrané úseky pěti železničních tratí.
Železnice je zahrnuta do IDS na následujících traťových úsecích:
| Číslo tratě | Název tratě                        | Zaintegrovaný úsek              | Kategorie vlaku | Dopravce                       |
| 190         | České Budějovice - Strakonice      | České Budějovice - Zliv         | Os, Sp, R       | ČD, a. s., ARRIVA vlaky s.r.o. |
| 194         | České Budějovice - Černý Kříž      | České Budějovice - Zlatá Koruna | Os              | GWTR a. s.                     |
| 196         | České Budějovice - Summerau        | České Budějovice - Velešín      | Os, Sp, EC      | ČD, a. s.                      |
| 199         | České Budějovice - České Velenice  | České Budějovice - Petříkov     | Os              | ČD, a. s.                      |
| 220         | České Budějovice - Benešov u Prahy | České Budějovice - Ševětín      | Os, Sp          | ČD, a. s.                      |

## Jízdenka JIKORD +
Od 1. 7. 2015 je v platnosti jednodenní síťová papírová jízdenka JIKORD plus. Platí ve veřejné dopravě na území Jihočeského kraje. Na tuto jízdenku lze cestovat všemi vlaky ČD (včetně rychlíků), MHD ve všech městech a regionálními i některými dálkovými autobusy smluvních dopravců.